# Wohnhaus Richard-Wagner-Straße 3
Das Wohnhaus Richard-Wagner-Straße 3 befindet sich in Bremen, Stadtteil Schwachhausen, Ortsteil Bürgerpark. Das Wohnhaus entstand 1887 nach Plänen von Diedrich Tölken. 
Es steht seit 1986 unter Bremer Denkmalschutz.

## Geschichte
Das zweigeschossige, verputzte Wohnhaus mit Souterraingeschoss, Satteldach und einem Portikus wurde 1882 in der Epoche des Historismus überwiegend im Stil des Klassizismus als Bremer Haus für den Verleger Moritz Heinsius gebaut.
Heute (2018) wird das Haus durch Wohnungen genutzt. 